# تقرير المخاطر العالمية

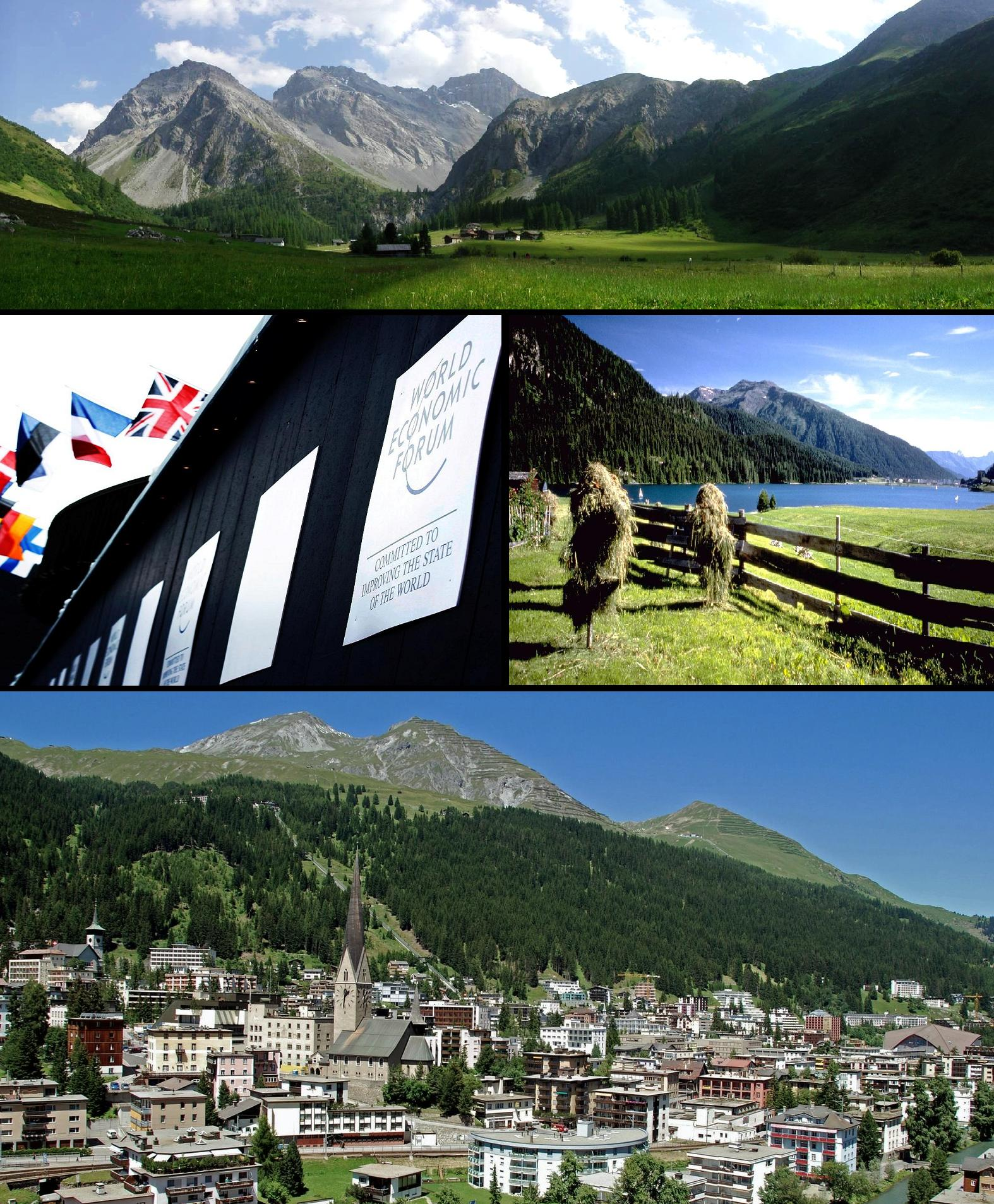

تقرير المخاطر العالمية هو دراسة سنوية ينشرها المنتدى الاقتصادي العالمي قبل الاجتماع السنوي للمنتدى في دافوس، سويسرا. بناءً على عمل شبكة المخاطر العالمية، يصف التقرير التغييرات التي تحدث في مشهد المخاطر العالمية من عام إلى آخر. يستكشف التقرير أيضًا الترابط بين المخاطر، وينظر في كيفية تنظيم استراتيجيات تخفيف المخاطر العالمية.
تشمل مصادر التقرير تقييمًا أجرته عدة شركات كبرى للتأمين وإعادة التأمين وحلقات عمل للتركيز، ومقابلات، ودراسة استقصائية للخبراء المعترف بهم دوليًا. يهدف التقرير إلى زيادة الوعي بضرورة اتباع نهج أصحاب المصالح المتعددين للتخفيف من المخاطر العالمية.

## بحسب الأعوام

### 2018
يسلط تقرير المخاطر العالمية لعام 2018 الضوء على أربع مخاوف: (1) استمرار عدم المساواة وعدم الإنصاف، (2) التوترات السياسية المحلية والدولية، (3) المخاطر البيئية و(4) نقاط الضعف السيبرانية. من بين المواضيع المتكررة عدم كفاية كفاءة البشرية في التعامل مع النظم المعقدة وخطر الرضا الخادع عن النفس. حُرر التقرير من قبل مارغريتا درزينيك هانوز.

### 2009
يحدد تقرير المخاطر العالمية لعام 2009 الأوضاع المالية المتدهورة، والهبوط الحاد في الصين، وانهيار أسعار الأصول، والثغرات في الإدارة العالمية، والقضايا المتعلقة بالموارد الطبيعية والمناخ، باعتبارها المخاطر المحورية التي تواجه العالم هذا العام. في حين سلطت المخاطر العالمية لعام 2008 الضوء على الأمن الغذائي، والمخاطر المالية الشاملة، ومخاطر سلسلة التوريد باعتبارها مجالات تركيز على المدى القصير، ويركز تقرير المخاطر العالمية لعام 2009 على تأثير الأزمة المالية على مستويات المخاطر الاقتصادية وآثارها على مجالات المخاطر الأخرى. يؤكد تقرير عام 2009 على أهمية النظر في الآثار طويلة الأجل المترتبة على العديد من القرارات المتخذة اليوم استجابة للتحديات المالية والاقتصادية المباشرة. يستكشف التقرير أيضًا كيف أن الافتقار إلى الإدارة العالمية الفعالة كان عاملًا في الأزمة المالية ويمكن أن يؤدي إلى تفاقم عدد من المخاطر العالمية الأخرى إذا لم يُتَصَدَّى لها على النحو الصحيح.

## الخطر العالمي
تكمن خصوصية تقرير المخاطر العالمية هذا في أنه ينظر إلى المخاطر العالمية من حيث طبيعتها وتأثيرها، إذ يكون لها تأثير واسع النطاق إذا ما حدثت. وُضعت معايير ما يشكل خطرًا عالميًا على النحو التالي:
- النطاق العالمي: لكي تعتبر المخاطر عالمية، ينبغي أن يكون لها إمكانية التأثير (بما في ذلك الأثر الأولي والثانوي) على ثلاث مناطق عالمية على الأقل في قارتين مختلفتين. رغم أن هذه المخاطر قد تكون ذات أصل إقليمي أو حتى محلي، فمن المحتمل أن يكون تأثيرها ملموسًا على مستوى العالم.
- الصلة المتعددة الصناعات: يجب أن تؤثر المخاطر على ثلاث صناعات أو أكثر (بما في ذلك أثر أساسي وثانوي).
- عدم اليقين: هناك شكوك حول كيفية ظهور المخاطر في غضون عشر سنوات مقترنة بعدم اليقين بشأن حجم تأثيرها (تُقيّم من حيث الاحتمالات ودرجة الخطورة).
- الأثر الاقتصادي: يمكن أن يتسبب الخطر في أضرار اقتصادية تبلغ 10 مليارات دولار أو أكثر، أو أثر عام: فالخطر ينطوي على إمكانية التسبب في معاناة إنسانية كبيرة وإثارة ضغوط عامة كبيرة واستجابات سياسية عالمية.
- نهج أصحاب المصلحة المتعددين: يتطلب درجة تعقيد الخطر من حيث آثاره وحوافزه وترابطه المتبادل بين المخاطر الأخرى، نهجًا لأصحاب المصلحة المتعددين للتخفيف من حدته.